# Liste der Kultur-, Sport- und Jugendminister Namibias
Dies ist eine Liste der Jugend-, Sport- und Kulturminister Namibias.

## Minister
| Nr. | Foto                                                      | Name                                                      | Lebensdaten                                               | Partei                                                    | Kabinett                                                  | Amtszeit (Beginn)                                         | Amtszeit (Ende)                                           |
| Minister für Jugend und Sport Minister of Youth and Sport                                                                           | Minister für Jugend und Sport Minister of Youth and Sport | Minister für Jugend und Sport Minister of Youth and Sport | Minister für Jugend und Sport Minister of Youth and Sport | Minister für Jugend und Sport Minister of Youth and Sport | Minister für Jugend und Sport Minister of Youth and Sport | Minister für Jugend und Sport Minister of Youth and Sport | Minister für Jugend und Sport Minister of Youth and Sport |
| --- | --------------------------------------------------------- | --------------------------------------------------------- | --------------------------------------------------------- | --------------------------------------------------------- | --------------------------------------------------------- | --------------------------------------------------------- | --------------------------------------------------------- |
| 01 |                                                           | Pendukeni Iivula-Ithana                                   | 1952–                                                     | SWAPO                                                     | Nujoma I                                                  | 1991                                                      | 1995                                                      |
| Minister für Jugend, Nationaldienste, Sport und Kultur Minister of Youth, National Service, Sport and Culture                       |                                                           |                                                           |                                                           |                                                           |                                                           |                                                           |                                                           |
| 0 |                                                           | Pendukeni Iivula-Ithana                                   | 1952–                                                     | SWAPO                                                     | Nujoma II                                                 | 1995                                                      | 1996                                                      |
| 02 |                                                           | Richard Kapelwa Kabajani                                  | 1943–2007                                                 | SWAPO                                                     | Nujoma II                                                 | 1996                                                      | 2000                                                      |
| Minister für Bildung, Kultur und Sport Minister of Education, Culture & Sport                                                       |                                                           |                                                           |                                                           |                                                           |                                                           |                                                           |                                                           |
| 03 |                                                           | John Mutorwa                                              | 1957–                                                     | SWAPO                                                     | Nujoma III                                                | 2000                                                      | 2005                                                      |
| Minister für Jugend, Nationaldienste, Sport und Kultur Minister of Youth, National Service, Sport and Culture                       |                                                           |                                                           |                                                           |                                                           |                                                           |                                                           |                                                           |
| 0 |                                                           | John Mutorwa                                              | 1957–                                                     | SWAPO                                                     | Pohamba I                                                 | 2005                                                      | 2008                                                      |
| 04 |                                                           | Willem Konjore                                            | 1945–2021                                                 | SWAPO                                                     | Pohamba I                                                 | 2008                                                      | 2010                                                      |
| 05 |                                                           | Kazenambo Kazenambo                                       | 1963–2021                                                 | SWAPO                                                     | Pohamba II                                                | 2010                                                      | 2012                                                      |
| 06 |                                                           | Jerry Ekandjo                                             | 1947–                                                     | SWAPO                                                     | Pohamba II                                                | 2012                                                      | 2015                                                      |
| Minister für Jugend, Nationaldienste und Sport Minister of Youth, National Service and Sport                                        |                                                           |                                                           |                                                           |                                                           |                                                           |                                                           |                                                           |
| 0 |                                                           | Jerry Ekandjo                                             | 1947–                                                     | SWAPO                                                     | Geingob I                                                 | 2015                                                      | 2018                                                      |
| 7 |                                                           | Erastus Uutoni                                            | 1961–                                                     | SWAPO                                                     | Geingob I                                                 | 2018                                                      | 2020                                                      |
| 8 |                                                           | Agnes Tjongarero                                          | 1946–                                                     | SWAPO                                                     | Geingob II Mbumba                                         | 2020                                                      |                                                           |
| Minister für Bildung, Kunst und Kultur Minister of Education, Arts and Culture                                                      |                                                           |                                                           |                                                           |                                                           |                                                           |                                                           |                                                           |
| 07 |                                                           | Katrina Hanse-Himarwa                                     | 1967–                                                     | SWAPO                                                     | Geingob I                                                 | 2015                                                      | 2019                                                      |
| |                                                           | Martin Andjaba (interimistisch)                           | 1957–                                                     | SWAPO                                                     | Geingob I                                                 | 2019                                                      | 2020                                                      |
| 08 |                                                           | Anna Nghipondoka                                          | 1957–                                                     | SWAPO                                                     | Geingob II Mbumba                                         | 2020                                                      | 2025                                                      |
| Minister für Bildung, Innovation, Jugend, Sport, Kunst und Kultur Minister of Education, Innovation, Youth, Sport, Arts and Culture |                                                           |                                                           |                                                           |                                                           |                                                           |                                                           |                                                           |
| 09 |                                                           | Sanet Steenkamp                                           | 1972–                                                     | SWAPO                                                     | Nandi-Ndaitwah                                            | 2025                                                      |                                                           |